# アレクシア・ファン・オラニエ＝ナッサウ
アレクシア・ファン・オラニエ＝ナッサウ（Alexia van Oranje-Nassau, 2005年6月26日 - ）は、オランダの王族。全名はアレクシア・ユリアナ・マルセラ・ローレンティン（Alexia Juliana Marcela Laurentien）。オランダ国王ウィレム＝アレクサンダーの第2子、次女。

## 略歴
2005年6月26日14時41分、ウィレム＝アレクサンダーとその妃であるマクシマ・ソレギエタの間に第2子としてハーグで生まれた。出生時の身長は50cmで、体重は3440gであった。洗礼は2005年11月19日にハーグで行なわれ、ブラバント公妃マティルド（現ベルギー王妃）、Jonkvrouwe Alexandra Jankovich de Jeszenice、オランダ王子ヨハン・フリーゾ、Juan Zorreguieta、Jonkheer Frans Ferdinand de Beaufortが代父母となった。洗礼名の「アレクシア」は父ウィレム＝アレクサンダーの女性形、「ユリアナ」は曾祖母のユリアナ女王に、「マルセラ」は母のおばで代母のマルセラ・セルティ（es Marcela Cerruti）に、「ローレンティン」は義叔母のローレンティン妃にそれぞれちなむ。
2002年1月25日に出された勅令により、アレクシアはオランダ王女（Prinses der Nederlanden）およびオラニエ＝ナッサウ公女（prinses van Oranje-Nassau）の称号と殿下（Koninklijke Hoogheid）の敬称を持つ。2013年現在、姉カタリナ＝アマリアに次いでオランダ王位継承権第2位。趣味はホッケー、乗馬、歌とピアノ。

## 教育
2009年からヴァッセナールのBloemcampschoolで初等教育を受け、 2017年夏からハーグのChristelijk Gymnasium Sorghvlietに進学した。2021年6月に同校での4年目の中等教育修了後、同年9月に父王ウィレム＝アレクサンダーの母校であるイギリス・ウェールズのアトランティック・カレッジ（UWC）に入学した。